# WLWT-TV
WLWT-TV는 미국 NBC 소속의 지역방송이다. 오하이오주의 신시내티를 관할하며, 채널번호는 디지털 기준으로 5.1번이다.

## 뉴스 제목
- TV-5 News (1960년대–1970년대 초반)
- The News (1970년대 초반-1970년대 후반)
- TV-5 Action News (1970년대 후반-1981)
- Action 5 News (1981–1986)
- News 5 (1986–1989, 1991–1998, 2004-)
- NewsChannel 5 (1989–1991)
- (WLWT)eyewitness News 5(1998-2004)